# BOSS (テレビドラマ)
『BOSS』（ボス）は、フジテレビ系「木曜劇場」枠で放送された日本の刑事ドラマシリーズ。主演は天海祐希。
「1stシーズン」は2009年4月16日から6月25日まで、「2ndシーズン」は2011年4月14日から6月30日まで放送され、それぞれ初回・最終回は15分拡大して、23:09まで放送。

## 概要
警視庁が多様化する犯罪や警察の検挙率低下への対策という世間へのアピールのために新設した「特別犯罪対策室」の室長に就任したアメリカ研修帰りの訳あり女性キャリアの大澤絵里子と、大澤の下に就く各部署から不要と言われた個性的な「精鋭」達の活躍を描く刑事ドラマ。
基本は1話完結であるが、事件の複雑化等で1話で完結出来ないストーリーの場合は前後篇として2週連続で放送されるストーリーもある。
本作では『離婚弁護士シリーズ』で高視聴率を獲得した主演の天海、脚本の林宏司及び演出の光野道夫の3名が再びトリオを組んでいる。また1stシーズン最終話では天海演じる絵里子が『離婚弁護士』の主人公・間宮貴子（演：天海祐希）を紹介するシーンがあり、2ndシーズン最終話では同ドラマの登場人物・井上紀三郎（演：津川雅彦）が空港で絵里子を貴子と間違えて語りかけ、戸惑う井上の背後を貴子が通過するというシーンがある。最後は互いに敬礼をしてBOSSの配役であると説明している。なおこのドラマでは天海祐希と同じ事務所の反町隆史のゲスト出演含め、過去に『離婚弁護士』以外でも主演の天海と共演歴のある俳優および女優が多くキャスティングされている。他、ケンドーコバヤシの連続ドラマ初出演作でもある。
なお、楽曲に関しては1st、2ndシーズンともにSuperflyの楽曲が用いられており、同じく天海主演の『GOLD』においても、同じくSuperflyの楽曲が用いられた。

### 1stシーズン
天海の『トップキャスター』（2006年）以来のフジテレビ連続ドラマ主演及び『離婚弁護士』（2004年）以来の「木曜劇場」枠での出演作である。
2009年4月21日よりフジテレビ On Demandで動画を配信。著作権上の理由により、一部内容の異なるバージョンでの配信となっている。2010年1月2日・3日の2日間に全話が再放送された。
2ndシーズンの放送に先駆け、フジテレビでは2011年3月28日から4月7日まで、毎週月曜から金曜まで1stシーズンが再放送された。番組表等では『BOSS傑作選』とタイトルが表記され、CASE4と5を除いた全9話の放送となった。
『ザテレビジョン』が主催する「第61回ザテレビジョンドラマアカデミー賞」において最優秀作品賞、監督賞、主演女優賞（天海）、助演男優賞（竹野内）の4冠を制覇した。
キャッチコピーは「さっさと逮捕して、遊びに行くわよ」。

### 2ndシーズン
2ndシーズンで主要キャストに長谷川京子、成海璃子、大森南朋、西田敏行が加入（ただし、1stシーズンの出演者である塩見三省ら捜査一課の刑事の出番は無い）。天海は木曜劇場での3年連続の主演を務める。
物語は1stシーズン終了直後に発生した事件から始まり、2年の月日が経って特別犯罪対策室が再開されてからのストーリーを展開する。本シーズンでは、最終回をシリアスに見せるための布石として1stシーズン以上にコメディ色が強い内容となっている。
放送中に月9ドラマ『幸せになろうよ』とのコラボレーションを展開、同ドラマの第5話に温水洋一、第7話には温水の他に玉山鉄二が同じ役で出演。またCASE5では、『幸せになろうよ』の劇中に登場する結婚相談サービス「B-ring」のパンフレットを山村が絵里子に渡すシーンが盛り込まれた。
キャッチコピーは「事件は、終わっていなかった。」「ただいま。事件だから。」

## 登場人物

### 警視庁捜査第一課特別犯罪対策室
建前は手口が複雑化する凶悪犯罪に、プロファイリングや科学捜査を駆使して対処するための対策部署。警視庁の精鋭を集めたと謳うが、実際は各部署の不要人材の寄せ集めで構成されている。警察内部からはキャリアの出世コースを外れた大澤のための救済ポストと揶揄されているが、部下たちの短所には目をつぶり、それぞれの長所を生かした捜査法で次々と難事件を解決して行く。テロ組織「黒い月」による警視総監誘拐事件を解決した直後に起きた、「黒い月」による黒原国家公安委員長狙撃事件を防げなかった責任を負わされ一時解散したが、その2年後に野立の尽力で復活した。
2ndシーズンでは対策室の生い立ちが描かれ、絵里子の才能を生かそうとした野立によって「上層部に不満を持っていて、できるだけ厄介そうな奴ら」を敢えて選んでいたことが明らかになった。
大澤 絵里子〈40→42〉
演 - 天海祐希
本作の主人公。通称ボス（BOSS）。特別犯罪対策室室長。捜査一課の係長待遇。階級は警部。福岡県出身。1968年8月31日生まれ。北九州大学法学部卒。AB型。
かつては警察庁の美人女性キャリアだったが、5年前に、当時身分を明かさずに交際していた恋人・池上浩の弟が反政府テロリスト組織「黒い月」のメンバーとして逮捕された為（後に冤罪と判明）、警視正から2階級降格した。その後5年間アメリカのFBIで研修（事実上の左遷）を経て、特別犯罪対策室の室長に就任する。国家公安委員長・黒原健蔵の狙撃事件をきっかけに対策室は一度解散し絵里子自身も再び渡米するが、野立の一声で2年後に帰国し対策室を再結成させる。
アメリカでの研修で学んだ交渉術やプロファイリングに精通し、そこで培ってきた能力と女性ならではの観察眼を駆使した捜査を得意とする。「刑事は芝居をしてなんぼ」がモットーで、時として犯人や身内に対してフェイクをかけて犯人を嵌めることもある。
男社会でもある警察内でも女ということで嫌みを言われながらも毅然とした態度を取り、何事にも妥協しない姿勢の持ち主。平時はアクの強い部下に頭を抱えることもあるが、それでも仲間であるという意識を重視し、部下達とも結束を固めていく。口癖かつ決め台詞は部下達に事件を知らせるときに発する「事件だから」。ジョージ・クルーニーが好き。地震が苦手。酒癖が悪く、1stシーズン第1話では帰国早々野立の家に勝手に上がり込んで寝てしまい、2年後の2ndシーズン第1話では泥酔のあまり港区の工事現場に置かれたガードマン人形を持ち去るという奇行を帰国わずか1週間で3度もやらかしている。また2ndシーズン第4話では唐揚げを食べながら焼酎を2本開けたため胆石ができてしまい緊急入院、退院後も通院のため一時対策室を離脱するほどであった。M&M'sを持ち歩いていて、よく食べている。
使用銃は1stシーズンではコルト32オート、2ndシーズンでは1911系45AUTOコンパクト（シルバーフレーム、ノバックサイト仕様）。
捜査一課時代に現場で緊張した事が原因で一時拳銃が撃てなくなり辞表を書いたが、射撃訓練中にそれを見つけた野立に引き留められた。その後、四課との合同捜査で人質にとられた野立を見事な銃さばきで救出し、このときの事件で刑事部のセクショナリズムが問題視され対策室の創設へと繋がった（2ndシーズン第7話）。
木元 真実〈24→26〉
演 - 戸田恵梨香
警視庁刑事部科学捜査研究所から異動。階級は巡査。東京都出身。1984年11月24日生まれ。神田女子大学理学部卒。163cm、40kg、B型。
科学捜査のスペシャリストだが、朝起きられないなど社会性が無いために科捜研から異動された。本人はこの異動には納得せず、刑事は自分に務まらないとも考えていたが、自身が拉致監禁された事件（1stシーズン第4･5話）以降は「刑事としての自覚」が芽生え始め、捜査活動での様々な経験を通じ、上司である絵里子や対策室のメンバーに心を開くようになっていく。野立からは「マミリン」と呼ばれ頻繁に言い寄られているが、全く意に介していない。
科学には興味を示す反面、それ以外のことは消極的な面倒臭がり屋で、人間に対し無関心な上に協調性がなく、少々社会性に難がある。ガールスカウトに入団していて、その経験が事件の解決に役に立ったことがある（1stシーズン第5話、2ndシーズン第2話）。学生時代はその性格から変わり者として見られ、中学、高校といじめを受けていたことがある。手や指で口元を触る、服を脱ぐ時は下から脱ぐなどの癖がある。時々、メガネをかける。見かけによらず健啖家で、なおかつ食べても太らない体質。
国家公安委員長狙撃事件で犯人のフェイクに嵌まり、事件の責任を取る形で新島署へ左遷同然で異動。対策室復活最初の事件で絵里子に頼まれ一時帰京し対策室に協力するが、その真犯人である沼田の手により負傷する（2ndシーズン第1・2話）。救出されてからは何度か絵里子にメールや電話で連絡を取り合い、その後対策室に復帰する（2ndシーズン第9話）。左遷と思われていた人事は狙撃事件を捜査するための絵里子の案であり、事件と関連があると思われる裏金問題に触れていない新島署内部で手掛かりを掴むためだった。
片桐 琢磨〈33→35〉
演 - 玉山鉄二
東村山署久米川駅前交番を経て、警視庁刑事部捜査第一課から異動。階級は巡査部長。1975年9月27日生まれ。三重県津市出身、黄山学院大学法学部卒、182cm、65kg、B型、中野区松が丘在住。
感情を荒らげず、常に冷静沈着。過去のある事件の経緯から警察組織に不信感を抱いており、いつも定時帰りでビジネスライクな態度を取っているが、勤務時間外に被害者の元へ事件による心の傷のケアのために通い詰める（1stシーズン第3話）など、思いやりもある刑事。対策室のメンバーにもさりげない所で気配りを見せ、メンバーが危機の時には徹夜も辞さない。捜査では絵里子とコンビを組むことが多く、有事で不在の際には代わりに捜査の割り振りを決めている（1stシーズン第10話、2ndシーズン第4話）。
もともとは射撃技術も高いが、対策室創設3年前のある事件で、発砲命令が出ていた犯人とは別の人物を射殺してしまったことがトラウマとなり、非常時でも引き金が引けず射撃訓練にも参加しなくなった。さらにその過去を知る何者かに脅迫を受け、保管庫から拳銃を持ち出して自殺を図ろうとするまでに追い詰められ取り乱しもしたが、後にこの過去が絡む事件の解決を機にトラウマを克服し、刑事の仕事にも再び前向きに取り組むようになる（1stシーズン第8話）。使用銃はS&W1911（劇中のプロップガンはタニオ・コバGM-7をカスタムしたもの）。
クールという印象を持たれていてもシャイな性格で女性に対しては非常に奥手である。甘党で色々とフェチな嗜好があったり都合が悪くなると逃れようとするなどかわいい様な一面もあり、2ndシーズンでは岩井らの寸劇に加わったりもし、そのかわいいっぷりが顕著となる。2ndシーズンでは「野立会」をきっかけに藤森楓と出逢い刑事の身分を隠して恋仲になるが、彼女の父が殺人幇助で逮捕されたことから実らずに終わり、絵里子から励まされ涙を見せている（2ndシーズン第10話）。
「過去のトラウマで拳銃が撃てなくなる」「交際した異性の身内が犯罪者だった」など、少なからず絵里子との共通点が存在する人物でもある。
花形 一平〈23→25〉
演 - 溝端淳平
葛飾署葛飾交番勤務から異動。階級は巡査。1985年12月18日生まれ。長野県立松本高等学校卒業。173cm、60kg、O型、杉並区在住。
正義感が強く、「やる気・元気・花形!!」のキャッチフレーズを自ら口にするほど元気が取り柄の張り切り屋だが、実力が伴わず抜けたところがあるためドジを繰り返す。特別犯罪対策室の同僚からはそのフレーズにちなんで「やるき茶屋」、玲子からは「ヤルッキー」と呼ばれている、対策室のムードメーカー的存在。絵里子のことを「BOSS」と呼んだ最初の人物でもある。食べ物の好き嫌いが激しい。父親を早くに亡くし、母子家庭で育った経験が正義感の原点にあり、その青臭さを野立に評価され対策室メンバーに抜擢された。ボーイスカウトに入団した経験から木元のモールス信号に気付いた（1stシーズン第5話、2ndシーズン第2話）。2ndシーズン第10話では田所に銃撃され負傷するも、田所自身の救命措置により一命を取り留める。使用する拳銃はSIG SAUER P230。
岩井 善治〈37→39〉
演 - ケンドーコバヤシ
深川署白河交番を経て、組織犯罪対策第四課から異動。階級は巡査部長。1971年10月9日生まれ。愛知県出身、明和大学体育学部卒、172cm、77kg、AB型、品川区在住。
柔道3段・剣道4段の肉体派で、2ndシーズン第4話では容疑者確保の際に胸から腹にかけて鉄板を仕込むなど、肉弾戦にはぬかりがない｡
手先が器用で、料理や裁縫が得意。
過去に暴力事件を起こしたが、それは仲間を裏切って汚職をしていた先輩刑事を許せなかったため。ゲイバーの常連で、男性の尻を触る癖があるなどゲイと思われる行動・言動が目立つ。野立や片桐にも興味があったりと男性に対してかなり気が多いが、1stシーズン最終話で「一番の男前」として絵里子にも惚れた。2ndシーズンではそのホモっ気にも磨きがかかり、女装をしたり、エレベーター内でマッチョな兄貴に囲まれ（本人曰く「パラダイス」）想像妊娠していたり、捜査そっちのけでタンクトップの若者を追跡しようとしたり、挙句捕まえた犯人（当然男）にキスを迫っていたこともあった。2ndシーズン第9話では澤村愛海の世話をすることになったことがきっかけで、「母性」に目覚める。体格に似合わずベジタリアンで、ジョージ・クルーニーのファン。対策室のメンバーでは絵里子と最も年齢が近く、最初は絵里子のことを「アンタ」呼ばわりしていたが、多少打ち解けてきて「BOSS」と呼ぶようになってきた。国家公安委員長狙撃事件をめぐる木元の異動に不満を持ち、絵里子と一時ギクシャクしていたため、異動の真相を知り驚いていた。使用する拳銃はSIG SAUER P226。
山村 啓輔〈50→52〉
演 - 温水洋一
青梅署奥多摩交番を経て、生活安全部生活環境課から異動。階級は巡査部長。1959年3月3日生まれ。秋田県南秋田郡井川町出身、西東京農業大学生物学部卒、165cm、63kg、AB型、板橋区幸町在住。
対策室メンバーでは最年長のベテランだが、警視庁一のうっかり者。通称「落としの山さん」と呼ばれているが、それは落とし物の多さに由来しており、実際にも自分が持っている鞄の本体を落として紐しか持っていないことに気づかず対策室のメンバー（主に岩井）から本体を投げられて初めて気づくほどで、後述する「山村会」用のバッジ型録音機を事件現場に落としたり（2ndシーズン第6話）、挙げ句の果てには説得して逮捕した犯人を現場に置き去りにしてしまったこともあった（2ndシーズン第1話）。岩井とコンビを組んで捜査をすることが多いが、岩井からは「おっさん」と呼ばれこき使われている。たまにベテランの勘が冴え、後輩をうならせることもある。肉料理など脂っこいものが好物。対策室のメンバーでは唯一絵里子より年上であることから「山村さん」と敬称付きで呼ばれており、他のメンバーからも「山村さん」もしくは「ヤマムー」と呼ばれている。薄毛対策として「毛はえ〜る」なる育毛剤を愛用しており、その香りにつられてかモンシロチョウが頭にとまることがある。
バツ2の独身でまったく女性に縁がないが、それを逆手にとって重要な情報を入手してくることもある。2ndシーズンでは婚活により意欲的になっており、自己アピールのためにブログ開設、結婚相談所への加入、果ては「野立会」に対抗して「山村会」なる合コンを催したりとあの手この手で活動中。また、対策室のメンバーである理香に好意を寄せていた。
使用する拳銃はコルト・ディテクティブスペシャル。
田所 幸子
演 - 長谷川京子（2ndシーズン）
新島署に異動した木元の後任として科警研から対策室に加入。階級は警部補。千葉県柏市在住。既婚者で2児の母。使い物にならないという理由で所長（警視監）に頼まれた野立の口利きで、新たな「不要人材」として対策室にやってきた。
対策室では絵里子に次ぐ階級という立場でありながら誰にでも慇懃な態度で接するが、周囲に捉われないマイペースな性格で、その場にいてもすぐには気づかれないほど存在感が薄い（しかも、登場するたび何か食べていることが多い）。2ndシーズン第6話では勤務時間中にもかかわらず振込のために銀行へ行き強盗事件に巻き込まれている。自身の魅力に自信があり、色恋沙汰だとすぐ「自分に惚れている」と思い込み自分のケースで考える。コンピューター関係を苦手としながらも物理学や生物学に精通し、木元や奈良橋に代わり科学捜査を任されている。主に花形とコンビを組むことが多い。捜査に対して積極性を余り見せないが、時として粘り強さを見せる。捜査に行き詰まった時などに何気なく発する一言が、事件の鍵となる重要なヒントになることもある。DVを受けているのか夫に対して怯えていたが、絵里子の影響を受けてから夫と向き合う決意をし、後に離婚した。歴史好きのいわゆる歴女の友達が大勢いる。野立からは「サッチー」と呼ばれ前任の木元同様に言い寄られているが、こちらもうまくかわしている。
後に黒原健蔵を狙撃した組織の一員だったことが判明。リーダーの森岡の命令で動いていたが、絵里子に影響を受けたこともあり、非情になりきれずにいたために切り捨てられてしまい、拳銃で撃たれ負傷する。幸い一命は取り留めた。
黒原 理香
演 - 成海璃子（2ndシーズン）
元国家公安委員長・黒原健蔵（後述）の娘。MITで応用数学を学んでおり、アメリカのハッキングコンテストで優勝するほど、パソコンに関して高度な知識を有し、そのスキルは木元をも上回る。留学中の身だったが、父親の手術に合わせて帰国している。野立や岩井、山村からは「リカリン」と呼ばれている。
父・健蔵の警護に失敗した対策室ひいては絵里子に憎しみを抱いており、当初は対策室の捜査妨害をしていたが、その才能を買われ絵里子の保護観察下という名目で事実上対策室のサポートメンバーとなる。クールな性格で、相手に皮肉や率直な意見を言う毒舌家でもある。それとは裏腹にファザコンという一面もある。
日本版CIA設立を目論む組織による事件の際は対策室に協力してディスク解読やIDのデータ変更などでサポートしていたが、ディスク解読した結果、全ての黒幕が父であることを知り、大澤に涙ながらに告発した。その後は「対策室の正式なメンバーとなる」という新たな夢を胸に再びアメリカへ旅立って行った。

### 警視庁刑事部
野立 信次郎
演 - 竹野内豊
参事官補佐→参事官。特別犯罪対策室設立の責任者。階級は警視正。最年少昇進記録を更新するほどの有能な警察官僚で、上層部から一目置かれる存在。身長180cm。
絵里子とは同期で18年来の付き合いがあり、刑事時代にバディを組んでいたこともある絵里子の理解者で、警察内での気の置けない相棒のような存在。女好きでノリが軽く自分本位な性格のナルシストである。絵里子をおちょくっているが、本当は彼女のことを気にかけている。対策室のバックアップに回ることもあり、自身の権力で対策室をサポートすることもある。メンバーにも気さくに接するが、山村に対する扱いはぞんざい。木元や田所など女性をニックネームで呼ぶことが多い。オフタイムには「野立会」と称した異業種交流会の名目での合コンを度々開いている。
1stシーズン最終話では、「黒い月」と癒着し裏金をプールするために対策室を立ち上げたうえ高倉と共謀して大山を拉致したとされていたが、実際に「黒い月」とつるんでいたのは屋田のほうであり、野立は単に屋田の尻尾を掴むため動いていたなかで巻き添えを食らって大山と共に拉致されただけであった。大山の救出と「黒い月」の逮捕のために弾着を仕込んで芝居を打つなど、普段のノリの軽さとは裏腹に強い信念を持つ警察官である。
その後、警視総監誘拐事件での功績が評価され参事官に昇進。絵里子をアメリカから呼び戻し、対策室を復活させた（2ndシーズン第1話）。刑事時代に拳銃が撃てなくなり辞職を考えていた絵里子を引き留め、対策室創設のきっかけとなった一課と四課による合同捜査の現場で人質に取られた際には絵里子の射撃技術で窮地を脱した。それ以来、顎を触って手をかざすポーズをピンチの時のサインとして絵里子と取り決めている（2ndシーズン第7話）。2ndシーズン最終話では自らも拳銃を携帯し、絵里子とのコンビネーションで森岡を逮捕した。
丹波 博久
演 - 光石研
刑事部長。階級は警視監。絵里子と対策室の勝手な捜査を苦々しく思っており、彼らの捜査ミスにはクビをちらつかせるなど必要以上に厳しい態度をとるが、次第に信頼を置くようになる。1stシーズン最終話では誘拐された大山の救出作戦を対策室に一任し、2ndシーズン最終話では虚偽の罪で逮捕された対策室のメンバーを一芝居打って釈放させる男気を見せた。かなりの恐妻家。
1stシーズン第1話で絵里子から「実はとても几帳面かつ神経質な性格で、自分に自信がなく周囲にそれを悟られぬよう敢えて攻撃的に振る舞うことのある、男3人兄弟の長男」とプロファイリングされる。2ndシーズン第7話では、警視庁内で小暮とすれ違った際に右手の甲に猛毒であるフッ化水素の溶液を垂らされ、のちに救急搬送されるが命に別条はなかった。
屋田 健三
演 - 相島一之
参事官。丹波博久の側近。階級は警視正。出世のライバルである野立と絵里子の失脚を狙っている。片桐のトラウマの原因となった誤認での発砲を許可した張本人。そのことが原因で狙撃犯から命を狙われることとなる（1stシーズン第8話）。
「黒い月」による大山の誘拐事件に関与し、「黒い月」との癒着と裏金汚職の罪を野立に着せようとするが、絵里子たちの芝居に騙され逮捕される（1stシーズン最終話）。一連の事件が解決した後、護送中に何者かによって頭部に銃撃を受け死亡した（2ndシーズン第1話）。
2ndシーズン第7話で、対策室メンバーの人選をしていた時期の回想シーンに登場する。

### 科学捜査研究所
奈良橋 玲子
演 - 吉瀬美智子
監察医。死体検証の専門家。艶やかな美貌の持ち主で男ウケが良く、腕は確か。絵里子とは対照的な存在。特別犯罪対策室の専属の監察医ではないが、絵里子から依頼があれば必ず協力する。木元の元上司で、朝が弱いという理由以外に、人間を知ることで科学捜査の幅が広がることを教えるため木元を特別犯罪対策室へ異動させた。シュークリームが好物。対策室復活と同時期に玉の輿に乗り、「ハガネの女になる」の台詞を残して寿退庁する（2ndシーズン1話）。

### 警視庁捜査第一課13係
小野田 忠
演 - 塩見三省（1stシーズン）
係長。「捜査一課は男の中の男が来る所」が持論で、絵里子が捜査の現場に出ることを快く思っていない化石のような思想の男。片桐の元上司であり、誤射事件の際に片桐をフォローしなかったことが彼が組織を嫌う一因となった。最初は対策室をあからさまに毛嫌いしていたが、徐々に捜査へ協力的になる。第10話で大学の後輩である鈴木と警視庁の裏金汚職疑惑を追っていた最中に「黒い月」の手下に刃物で刺され一時意識不明の重体となるが、最終話で現場へ復帰している。
川野 昭夫
演 - 長谷川博己（1stシーズン）
刑事。上司の小野田には従順だが、片桐を見下している。第8話で銃撃を受けるが急所を外れて一命をとりとめる。
森 政夫
演 - HILUMA（1stシーズン）
刑事。川野の後輩で、川野に同調して片桐を馬鹿にする。

### 元警察関係者
黒原 健蔵
演 - 西田敏行（2ndシーズン）
文部科学省顧問。元国家公安委員長。「黒い月」からの狙撃予告を受けたことを知りながら、「警察のトップが逃げたら国民に合わせる顔が無い」と避難を勧める絵里子の進言を聞き入れず、イベントの出席中に被弾した。一命は取り留めたものの、国家公安委員長の引退を余儀なくされ、2年経った今でもその影響で入院生活を送っている。
最終話では絵里子に2年前の狙撃事件は森岡たち「日本版CIA」の仕業であることや警察内部に協力者がいることにも気付いており、自ら突き止めるためにトップとしての地位に立ち警察不信な思いにだけはさせたくなかったと告白。自身の二の舞は避けたいと友人でもある竹岡首相を避難させたりと対策室に協力していた。
しかし、娘の理香によるディスク解読と涙ながらの告発により「日本版CIA」設立の黒幕であることが突き止められた。狙撃事件も「黒い月」の仕業に見せかけて真相を闇に葬るための自作自演であった。
森岡 博〈42〉
演 - 大森南朋（2ndシーズン）
代議士秘書。1968年11月5日生まれ。
かつては警視庁捜査一課3係の刑事で、絵里子や野立とは同期だったが、組織に嫌気が差し2008年3月に退職、現在に至る。2人とは共に警察のマスコットキャラの被り物をした過去のある仲で、警察を辞めた今でも親しく、絵里子と野立をおちょくったり逆にイジられたりしていた。射撃の腕前はかなりのものであり、野立曰く同期の中でダントツだったようである。
しかしその正体は「黒い月」による手口と見せかけて黒原を狙撃し、警視庁で大きな力を持つ「日本版CIA」の設立を目論む組織の中心人物。基本的には三枚目な性格だったが、正体が明るみになってからは「裏切り者に容赦はしない」と裏切った田所を狙撃するなど冷酷な一面を見せる。サミットの会場での混乱に乗じて逃亡したが、2人に追い込まれた末に銃撃戦で腕を負傷し逮捕された。正体が明らかになってからは絵里子や野立とも対立していたが、逮捕された際に持っていたUSBメモリ（のちに偽物と判明）に第2話のエンディングで絵里子から貰った「ゴールデンちくわ君」のストラップを大切に付けてたりと2人との友情は本物のようであり、逮捕された際には同期のよしみとして「本当の敵は身近な所にいる」と忠告していた。

### その他
池上 浩
演 - 丸山智己（1stシーズン）
絵里子の恋人で、鳶職。絵里子は刑事であることを隠していた。爆弾事件で刑務所に服役していた弟・健吾がおり、そのことが5年前に絵里子が降格する要因となっている。
再び絵里子がアメリカに発つ際には「もう待ってなくてもいいよ」と言われた。
藤森 楓
演 - 木南晴夏（2ndシーズン）
カラオケボックスのウェイトレスで女子大生。山村が開いている「山村会」で一目見た片桐の不器用さに惹かれ、その後交際に発展した。しかし、殺人幇助を犯した父・俊夫の逃亡を手助けしていたことが発覚し、片桐と別れることになる。

### ゲスト

#### 1stシーズン（2009年）
CASE1
野垣 泰造
演 - 武田鉄矢
野垣工業の元社長。化学薬品の扱いに関して高度な技術を有し、その技術によって作った爆弾により犯行を犯す。自身の腕に絶大の自信を抱く、プライドの高い性格。絵里子を「貧乳」呼ばわりする。任意の取り調べものらりくらりとかわしていたが、絵里子が仕掛けたトラップと芝居に気づかず爆弾の解除方法を意気揚々と語ってしまい最後の犯行に失敗、逮捕された。
小島 文彦
演 - 中村靖日
ふれあい銀行丸の内支店の銀行員。野垣から脅迫を受け、自身の勤め先でもある銀行に強盗を仕掛けてしまう。野垣によってベスト爆弾を体に巻き付けられており、最後は絵里子と野立の目の前で爆死する。
野口 葉子
演 - 峯村リエ
光協化学の社長。外資系の関連会社から来たやり手のエリートで、大手会社と合併する予定を控える。かつてES化成時代に野垣の工場への発注を打ち切ったことで野垣に恨まれ爆弾を仕掛けられるが、無事救出された。
CASE2
藤原 優
演 - 浅利陽介
掲示板に「神」として書き込みをしていた男。消防無線を傍受し死体発見の一報をきくとすぐさま現場に出向き、一見すれば事故か事件か判別の難しい死体を写真に納めてネット上にアップしていた。
井上 浩輔
演 - 野村宏伸
「神」となって殺人を起こす模倣犯。半年前に会社を退職している。絵里子たちがいた事件現場に制服警官の格好をして立っており、帰宅する絵里子を警護するふりをして殺害しようとしたが、それに気づいていた絵里子に制圧され逮捕された。
CASE3
樋口 ゆかり
演 - 酒井若菜
女性雑誌『Episode』の読者モデル。暴行事件で3人目の被害者となった。
しかし実際は知人の三上を使って気に入らない同僚のモデルを襲わせ、三上がしつこく金銭を要求してくると金田に三上を殺させ今度は金田に直美を襲わせており、自身が襲われたのは自作自演であった。
金田が逮捕された後、絵里子がありとあらゆる証拠を示され、本性を表す。絵里子に警視庁に出頭を要請されてもマスコミ対策のため、メイクを直すなど、まるで反省の色が見られなかった。
金田 俊彦
演 - 金井勇太
印刷工場のアルバイト。三上の中学時代の後輩で、三上に服従させられていた。その後一方的に好意を抱いていたゆかりにも服従させられ、三上を殺害したのち暴行事件を起こす。
小宮直美
演 - 中村ゆり
女性雑誌『Episode』の読者モデル。暴行事件で2人目の被害者となった。
CASE4 - 5
田島 慎吾
演 - 山田孝之
リンチ殺人を犯した少年グループの仲間を次々と殺害する連続殺人犯。リンチ殺人の被害者と交友があり、被害者を殺した少年グループ及びその事件で手を拱いていた警察への復讐を遂行する。絵里子の交渉術を看破するなど警察の手のうちを熟知している。
中学生時代にいじめを受けており、それを止めようとした江川がリンチされネット上に晒されながら殺害されたことで少年グループの仲間たちへの復讐を企て、自身がいじめられた方法をなぞり彼らを殺害。また木元を拉致監禁し江川同様ネットの生配信で晒しながら彼女を青酸ガス装置で殺害しようとした。終始冷静沈着であるが、自身と似た境遇にある木元に対して犯行動機を明かす際や絵里子に自身の復讐心を否定された際には声を荒げていた。最後は木元の救出にきた絵里子たちによって発見され自殺しようとするが、木元の説得により抵抗することなく逮捕された。
CASE6
石原 由貴
演 - 志田未来
英明女子学院高等部の女子生徒。学校一の秀才と目されており、一目見た絵里子を刑事と見抜くほどの切れた頭脳を持つ。終始冷めており、警察を軽んじ、入れ替わり立ち替わりの取り調べで絵里子ら対策室のメンバーを手玉に取るなど、彼らを小馬鹿にした態度を取る。EXILEを好んで聴いている。
彼女自身も増岡と交際していた一人で、沙織に懇願され現場の偽装工作をしていたところ虫の息で目覚めた増岡を殴ってとどめを刺した。増岡の本命であった奈津子に罪を着せようと企むが、最後は絵里子たちによって偽装工作を暴かれ逮捕された。
坂井 沙織
演 - 水沢奈子
英明女子学院高等部の女子生徒で由貴の友人。交際していた増岡を撲殺して由貴に助けを求めるが、この段階でまだ増岡は生きていた。当初は由貴の目論みどおり黙秘を貫いたが、嘘をつき続けることに疲れ全てを自供する。
増岡 剛
演 - 松田悟志
英明女子学院高等部の体育教師。テニス部顧問で、手当たり次第に女生徒と付き合っていたという。
二宮 奈津子
演 - 西山繭子
英明女子学院高等部の化学教師。婚約者がいるにもかかわらず増岡と交際していた。増岡の本命。
CASE7
高峰 仁美
演 - 富田靖子
ニュース番組「EVENING VOICE」のキャスター。ニュース番組内で絵里子と対談した。絵里子とも意気投合し、木元からも絵里子に似ていると評される。何者かに脅迫状を送りつけられていた。
10年前、別件の取材中に付近で女子高生ストーカー殺人事件が発生したにもかかわらず、被害者を救出しようとせずその現場を撮影し続け、その映像を編集しスクープ映像として放送していた。そのことを脅してきた記者の安田を溺死させ、当時共謀していた東郷に毒入りカプセルを飲ませて殺害し口を封じようとしたが、対策室の捜査によって全てを暴かれ逮捕された。
東郷 英憲
演 - 小市慢太郎
映像制作会社に勤務。10年前はディレクターとして仁美と共に女子高生ストーカー殺人事件の現場に居合わせ、偽造スクープの片割れとなった。対策室による任意の事情聴取中に、仁美が仕組んだ遅効性の毒入りカプセルによって倒れ死亡した。
CASE8
西山 菜々美
演 - 小西真奈美
クラブ「さびしんぼう」のホステス。山村から婚約者として紹介され、本人も否定していない。山村に多額の金を貢がせている。
実は射撃の元オリンピック候補選手であり、山村を通じて警察内部の情報を探っていた。交際していた暴力団・龍千会組員の武藤を3年前に片桐の誤射によって亡くし、武藤に自分のふりをするよう指示した龍千会の谷本や片桐の誤射の現場に居合わせた川野をライフルで狙撃していた。また、片桐に脅迫めいた電話をかけ続け彼を精神的に追い詰めていた。最後は片桐に射撃命令を出した屋田を人質にとるが、トラウマを抜け出した片桐の見事な銃さばきによって逮捕された。
CASE9
西名 亘
演 - 生瀬勝久
慶政大学心理学部教授で啓介の兄。虐待問題に精力的に取り組んでいる。花形とは虐待絡みの事件で知り合い、花形が本気で刑事を目指すきっかけとなった人物。虐待に悩む人々のために“虐待SOSサイト”を開設している。自身も虐待を受けた経験があり、その影響で右足が悪い。
しかし実際は虐待がきっかけで啓介が自殺したことを受け入れられず、いつしか啓介が生きていると信じきって解離性同一性障害（多重人格）を患っており、自身が啓介の人格に豹変して殺人を犯していたことにさえ気づいていなかった。多重人格になっていた時は、啓介の人格同様、左利きとなり、引きずっていた右足も普通に歩くことができた。
西名 啓介
演 - 虎牙光揮
西名亘の弟で殺人の実行犯。虐待をしていた親をターゲットにして犯行を行っている。自身も兄と共に虐待された経験がある。
しかし実際は幼少期の虐待経験から立ち直ることができず30歳のときに父を殺害して自らも命を絶っており、その死を受け止められなかった兄・亘のなかに「第2の人格」として宿り殺人を実行していた。左利きである。
増田 潔
演 - 尾上寛之
西名亘の教え子。
柏原 直人
演 - 原田健二
柏原秀雄の息子。父親に虐待されたことがあり、自身も息子に虐待をしている。その事に悩み“虐待SOSサイト”に相談をしている。
CASE10 - LAST CASE
高倉 龍平
演 - 反町隆史
反政府テロ組織「黒い月」の元メンバー。「黒い月」の武力闘争の指揮も務め、作戦参謀も担当していた。性格は猜疑心が強く、冷静かつ慎重。日本に革命を起こそうと目論んでおり、そのためなら一般市民の犠牲すらも厭わない危険な考えの持ち主。警視総監の感謝状贈呈式に潜入し爆発のどさくさに紛れて大山を拉致するが、対策室メンバーの大がかりな芝居に騙され逮捕された。2ndシーズン第1話で移送中に脱走したのち、第10話で腕を切断され顔を潰された死体となって発見される。
大山 源蔵
演 - 津川雅彦
警視総監。絵里子や野立とも親しく、「刑事は芝居ができてなんぼ」の信条を教えた人物。自身が出席した感謝状贈呈式の最中に「黒い月」に拉致されてしまう。人質交換の際に高倉と共謀しているとされた野立から銃撃されるが、これも胸に仕込んだ名刺入れを狙い撃ちさせるという芝居であった。
池上 健吾
演 - 石垣佑磨
浩の弟。5年前に法務大臣を狙った爆破事件の首謀者として逮捕され、服役後に出所した。「黒い月」のメンバーと見られていたが、本人は否定している。実は「黒い月」のメンバーだった友人に濡れ衣を着せられていた。事件が解決した後、絵里子に間宮貴子を紹介される。
野垣 泰造
演 - 武田鉄矢
CASE1で絵里子に逮捕されたが再び登場。収監されていたが、絵里子に懇願され事件解決に協力する。
鈴木 真司
演 - 小須田康人
東和日報の新聞記者。小野田の大学時代の後輩であり、警視庁の裏金汚職疑惑を追っている。
佐山
演 - 神尾佑
反政府テロリスト組織「黒い月」の元メンバー。高倉と共に逃亡を図るが、対策室の罠にはまり共々逮捕された。

#### 2ndシーズン（2011年）
CASE1 - 2
沼田 良美
演 - 釈由美子
科捜研所属で奈良橋の後任の監察医。本籍は山梨県南巨摩郡身豆町神楽1341。身長165センチ、体重45キロ、血液型A型。奈良橋に負けず劣らずの美貌の持ち主。対策室の様子に興味を示すが、科捜研を馬鹿にした態度を取る田所とは衝突する。
しかしその正体は絵里子の熱狂的なストーカーであり、絵里子が過去の論文に取り上げた「刑法39条の安易な適用反対」の考えに賛同し、同法によって釈放あるいは減刑された凶悪犯を次々と殺害していた。さらに、事件の捜査に関わっていた木元を負傷させて工場跡地に監禁していた。だが最後は絵里子との直接対決で見事に術中にはまり逮捕された。
前田 浩士
演 - 児玉貴志(CASE1，LASTCASE)
警視庁警務部警護課所属の警察官。日本版CIA計画に関わる一人で委員長狙撃事件の際に木元に「この階の確認は完了した。」と虚偽の報告をし、黒原を狙撃した。最終話のサミット会場で西郡教授を殺害しようと目論むが、それに気付いた絵里子と格闘の上、絵里子の手の甲にR-4ウイルスを注射し、催涙弾を散布した。
鬼塚 五郎
演 - 青木一（CASE1のみ）
被害者。夫婦殺害事件で検挙されたが、心神喪失を主張して無罪となっていた。
今村 泰夫
演 - 芹澤興人（CASE1のみ）
被害者候補の一人。婦女暴行事件で検挙されたが、心神喪失により不起訴処分となり、医療観察処分を経て社会復帰していた。
女子高生
演 - 伊藤沙莉、吉川まりあ（CASE1のみ）
万引きで花形に捕まった女子高生。
キャバクラ嬢
演 - 広村美つ美（CASE1のみ）
CASE3
佐神 公一
演 - 山本耕史
出版社「文英館」の編集者兼役員。3人の芥川賞作家を輩出し、手がけた雑誌を全てヒットさせたやり手で、「文英館」を一手に支える存在。世間でも高名は知られ、創業一族と折り合いが悪いため、独立の噂が絶えない。「優れた人物にはストーリーがある」がヒット作を輩出する持論。私生活では小堀の同級生であった妻と結婚し息子をもうけるが、幼少期に父親の虐待を受けた経験から「家族」というものに居心地の悪さを覚え、「自身も息子に虐待をするのでは」という恐れも相まって離婚した。
自身が少年期に愛読し深い思い入れを抱いていた雑誌「少年時代」の廃刊を目論む社長の蒼井を小堀に殺害させ、その小堀を自殺に見せかけて殺害していた。その罪を犬猿の仲である山地に着せようとしたが、取材対象の絵里子に暴かれる形となり逮捕された。
山地 智子
演 - 戸田菜穂
「文英館」の編集者兼役員。佐神とはライバル関係にある。先代の社長と懇意にしていたため、社長一族以外では初の次期社長と目される。きつめの性格だが、自身の仕事に対する想いも強い。
小堀 慶介
演 - 野間口徹
「文英館」の編集者。公私共にだらしなく、癒着の噂があったりと評判は良くない。犯罪オタクで、その方面の本である「死の腕」という本を担当していた。社長殺害の実行犯で、それを指示していた佐神に口封じのため自殺に見せかけて殺害された。左利き。
野口 武生
演 - ムロツヨシ
連続殺人事件の真犯人。5件目（実際は4件目）の犯行に及ぼうとしたところを逮捕された。
弘子
演 - 中込佐知子
佐神の元妻。2年前に佐神と離婚、夫婦関係は希薄なものだった。小堀とは高校の同級生の間柄。
蒼井 雄介
演 - 圷真樹
「文英館」の社長。被害者。
CASE4
黒木 泰平
演 - 古谷一行
絵里子が通院する病院に通う男性。絵里子とは将棋を通じて意気投合する。他者への機微に鋭く、仕事を気にする絵里子の心情を察し、アドバイスを送る。
しかしその正体は龍千会の元組員であり、組長を射殺して懲役20年の実刑判決を受け前年末に出所。同郷の幼馴染であった八重子が振り込め詐欺によって自殺したことをきっかけに、振り込め詐欺グループのメンバーをボーガンや拳銃で射殺していた。だが絵里子と銃撃戦の末、自身の脳梗塞による後遺症（半側無視）をうまく利用され逮捕された。
尾上 八重子
演 - 島かおり
俳句の会に入会していた。何度も振り込め詐欺に引っかかって計400万円を騙し取られ、全財産を奪われた末に自殺した。黒木とは同郷の幼馴染である。
織田
演 - 須賀貴匡
振り込め詐欺グループのリーダー。被害者から騙し取った金でIT関連の会社を経営している。「命を狙われている」と警察に保護を依頼し、絵里子に警護させる。黒木の逮捕劇のあと、絵里子に必ず罪を暴くと釘を刺され膝から崩れ落ちた。
徳川
演 - 竹尾一真
振り込め詐欺グループの幹部。
振り込め詐欺復讐の為に黒木に拉致監禁され拷問の末殺害される。
伊達
演 - 内田朝陽
振り込み詐欺グループの一人。路上で銃殺された。
CASE5
山本 香苗
演 - 松下由樹
ブログ「ゆ〜ママの節約ブログ」を更新している主婦。節約から掃除・料理が得意で絵里子とは対極的な存在。ブログに載せる節約術や料理レシピが人気を博し、カリスマブロガーとしての名声を得ている。名門女子校出身で最初の失踪者・青木洋子の同級生。夫と子供とは別居中。
しかし、自身の生活術をあざ笑った洋子をはじめとする友人たちを自宅で殺害し、その遺体をバラバラに解体して埋めていた。だが絵里子との一進一退の論戦の末に罪を暴かれ、逮捕された。
矢口 慶子
演 - 中村綾
香苗の高校の同級生。
友田 勝彦
演 - 笠原紳司
イケメンシェフ。
CASE6
河村 誠
演 - 木村了
銀行強盗篭城事件の人質の一人。絵里子から事情聴取を受ける。
しかしその正体は相原と共謀して銀行強盗を実行した犯人であり、人質になりすましていた。映画『狼たちの午後』になぞらえて「サル」と名乗っていた。16年前に起きた未解決の銀行強盗事件の人質であり、当時自身の父を殺害した犯人が相原であることを突き止め、銀行強盗の計画を持ちかけた。そして人質に紛れて逃走する際に相原を射殺した。バンコクへ国外逃亡を図ろうとしたところで絵里子らに逮捕された。
相原 正樹
演 - 高杉亘
銀行強盗篭城事件の人質の一人だが、絵里子らが突入した際には既に死亡していた。傷害による逮捕歴があり、一時羽振りのいい時期があった。
しかし実際は河村と共謀して銀行に押し入った犯人であり、絵里子と電話口で交渉していたのも相原であった。映画『狼たちの午後』になぞらえて「ソニー」と名乗っていた。さらに16年前の銀行強盗事件で河村の父を殺害した張本人でもあった。最後は河村同様人質に紛れて逃走するはずだったが、河村に裏切られ射殺された。
人質F
演 - 前野朋哉
2PM
演 - 本人
クラブでのライブイベントに出演。そのパフォーマンスで絵里子や岩井を魅了し、花形ら対策室の男性陣も感化された。
CASE7
小暮 雅夫（取調室の男）
演 - 田中圭
警視庁の取調室に篭城した男。「取調室の男」は対策室宛のメールを送る際のハンドルネーム。終始冷静で言動も抑揚もない。
しかしその正体は元警察官であり、所轄署時代に上司からいじめを受けて精神的に不安定となり、万引きを犯して半年前に懲戒解雇されていた。さらに、対策室設立の際に自身ではなく同期入庁の花形がメンバーに選ばれたことで対策室に強い恨みを抱き犯行に及んでいた。だが対策室のメンバーたちにはめられ、絶叫しながら取調室を飛び出したところを野立に張り倒され、逮捕された。
花形 光代
演 - 井上夏葉
花形の母。弁当屋に勤める。
虎太郎
演 - 佐藤瑠生亮
「警視庁ふれあいフェスタ」により警視庁を訪れた子供。
CASE8
石川 啓太
演 - 谷原章介
鑑識課の検視官で絵里子のお見合い相手。他者と話すのを苦手としながら、犯人逮捕のために遺体から情報を得る検視官の仕事に誇りを持つ実直な性格。5年前にも「エンジェルキラー」の事件の検視を担当し、今回の事件でも絵里子と協力する。
しかしその正体は「エンジェルキラー」の犯行を真似て殺人を犯していた模倣犯であり、同様の手口で絵里子を殺害しようとしたが、逆に絵里子の罠にはまり逮捕された。
吉野 純一郎
演 - 竹中直人
解剖医。大学の医学部解剖学研究室準教授で、石川の恩師に当たる人物。5年前にも「エンジェルキラー」事件の司法解剖を担当していた。2年前に脳梗塞により右半身麻痺となった。「エンジェルキラー」の正体が石川であることに気づくが、のちにその石川によって殺害される。
相川 由香
演 - 桂亜沙美
被害者。
金子 充伸
演 - 原田裕章
5年前の「エンジェルキラー」。石川に殺害された。
CASE9
真崎 正吾
演 - 坂口憲二
夫婦殺害事件の実行犯。かつてフランスの傭兵部隊に在籍していた。6歳の頃から児童養護施設に拾われ育った過去があり、当時自分の身元を何も語らなかったため現在の姓名は施設側から名付けられた。
彼はとある公園で偶然出会った愛海が自身の標的の娘で両親から虐待を受けていたことを知り、ガレージに縛られていた愛海を救出したのち両親を殺害。それを皮切りに、連続殺人が実行された。
また児童養護施設に拾われる直前に自宅に押し入った強盗グループに一家を惨殺され、その強盗グループのメンバーたちを次々と殺害していた。最後の一人である塩田を襲い殺そうとしたところを絵里子たちに逮捕された。
澤村 愛海
演 - 毛利恋子
真崎が最初に殺害した夫妻の娘。事件後、公園で発見されるがASDの影響で何も語ろうとしない。彼女の世話をすることになった岩井と交流を深め、岩井に「母性」を目覚めさせる。
自身を両親の虐待から救った真崎を「ココアのおじちゃん」と呼び慕っており、塩田を殺そうとした真崎へ銃を向ける絵里子らに対して「おじちゃんをいじめないで!!」と涙ながらに訴え真崎に殺害を思いとどまらせた。
塩田 和史
演 - 隆大介
30年前に新潟で起こった一家惨殺事件の実行犯を率いていた男。その事件の被害者こそ真崎の一家であった。別の事件で服役しており、出所したところを真崎に襲われる。
鈴木 将彦
演 - 小杉幸彦
一家惨殺事件の実行犯の一人であり、真崎に殺害される。
澤村 正也
演 - 小浜正寛
愛海の父。被害者。
澤村 安代
演 - 笠木泉
愛海の母。被害者。
森山 耕一
演 - 内野智
会社役員。被害者。
CASE10
藤森 俊夫
演 - 西岡徳馬
静岡にある零細企業「藤森機器」の社長で楓の父親。工場経営の会合のため上京した。自身が金銭面で苦労しながらも楓の大学進学を後押しするなど娘思いの父親でもある。片桐の楓へのプロポーズを直に聞き、気まずい雰囲気となるが片桐の人となりを認めていった。
しかし桑原への殺人幇助が発覚して逃亡寸前に逮捕され、楓と片桐は破局することとなった。
桑原 武雄
演 - 田窪一世
静岡の零細企業「桑原工業」の社長。現在は末期の肝硬変を患っている。
恨みを抱く会社役員たちを爆弾で殺害しており、藤森に現場への移動を手伝わせていた。最後はバスで逃亡しようとしたが藤森とともに逮捕された。
遠山 信司
演 - 伊藤正之
「東和商事」の物資部部長。自宅マンションの屋上でルームランナーに仕掛けられた爆弾で殺害された。
枝野 義三
演 - 上野太
「横山物産」の財務部部長。公園を散歩中に爆弾で殺害された。
LAST CASE
竹岡 博人
演 - 若林豪
内閣総理大臣。開かれた政治のために徹底した情報開示を政治方針に掲げているため、森岡達に命を狙われることになる。黒原とは友人の間柄で、30年来の付き合いがある。サミットに来賓として参加するが、黒原から会場に爆弾があることを聞かされ退席する。
西郡 住夫
演 - 神保悟志
MITS大学特命教授。かつて在籍した大学での研究をアメリカに持ち込んだことで、学会から裏切り者として見られている。世界情勢を一変させるバイオテクノロジーの研究の発表がサミットでの発表の目玉となっている。竹岡首相と同様に森岡達の標的となるが、対策室の機転により事なきを得た。
井上 紀三郎
演 - 津川雅彦
ドラマ『離婚弁護士』の登場人物。絵里子を同ドラマの登場人物・間宮貴子だと勘違いし声を掛ける。その際に間宮（天海祐希）が後ろを通り過ぎて行った。
津川は前述のとおり1stシーズン第10話と最終話で警視総監の大山源蔵を演じており、レギュラーキャスト以外で双方のシーズンに出演した唯一の人物である。

## スタッフ
- 脚本 - 林宏司、西平晃太（1stシーズン・第7、9話）、徳永友一（2ndシーズン・第6、8話、9話）
- 脚本協力 - 高山直也（1stシーズン・第6話）、十川誠志（2ndシーズン・第6話）
- 音楽提供 - 澤野弘之、和田貴史、林ゆうき
- 演出 - 光野道夫、石井祐介、星野和成（1stシーズン）、成田岳（1stシーズン）、田中亮（2ndシーズン）
- オープニングテーマ - Superfly「Alright!!」（ワーナーミュージック・ジャパン）
- 主題歌
  - 1stシーズン - Superfly「My Best Of My Life」[10]（ワーナーミュージック・ジャパン）
  - 2ndシーズン - Superfly「Rollin' Days」[11]（ワーナーミュージック・ジャパン）
- 企画 - 村瀬健（2ndシーズン）
- マネージャー - 片岡英彦
- TD - 中村宏（1stシーズン）、久坂保（2ndシーズン）
- SW - 久坂保（1stシーズン）、中村宏（2ndシーズン）
- 撮影 - 須藤康夫（1st・2ndシーズン）
- 録画 - 武田健文（2ndシーズン）
- 照明 - 海保栄吉（1st・2ndシーズン）
- 音声 - 金子徹（1st・2ndシーズン）
- 編集 - 白水孝幸（1stシーズン）、松尾浩（2ndシーズン）
- ライン編集 - 松本英之
- 選曲 - 辻田昇司（1stシーズン）、谷口広紀（2ndシーズン）
- 音響効果 - 本沢利明（1stシーズン）、本郷俊介（2ndシーズン）
- MA - 亀山貴之（1st・2ndシーズン）
- 技術プロデュース - 井上治久（1stシーズン）、瀬戸井正俊（2ndシーズン）
- 美術プロデュース - 宮崎かおる（1st・2ndシーズン）
- デザイン - 鈴木賢太（1st・2ndシーズン）
- 美術進行 - 福井大（1st・2ndシーズン）、山口貴章（2ndシーズン）
- 大道具 - 浅見大（1st・2ndシーズン）
- 操作 - 下之門勝広（1st・2ndシーズン）
- 建具 - 阿久津正巳（1st・2ndシーズン）
- 装飾 - 橋本裕之（1st・2ndシーズン）、伊神誠司（2ndシーズン）
- 持道具 - 山本恵（1st・2ndシーズン）
- スタイリスト - 谷口みゆき・冬（1st・2ndシーズン）、二村毅（1stシーズン）
- 衣裳 - 谷村未来（1st・2ndシーズン）
- メイク - 齋藤美穂、林智子（1stシーズン・2ndシーズン）
- 視覚効果 - 高橋信一（1st・2ndシーズン）
- ガンエフェクト - 大宮敏明（2ndシーズン）
- 電飾 - 寺田豊（1stシーズン・2ndシーズン）
- アクリル装飾 - 石橋誉礼（1stシーズン）、白勢篤史（2ndシーズン）
- 植木装飾 - 原利安（1stシーズン）
- 生花装飾 - 小柳幸絵（1stシーズン）、牧島美恵（2ndシーズン）
- タイトルロゴ - (6)Design
- 編成 - 成河広明（1stシーズン）、佐藤未郷（2ndシーズン）
- ホームページ - 須之内達也（1stシーズン）、鈴木知子（2ndシーズン）
- 広報 - 為永佐知男（1st・2ndシーズン）
- 広告宣伝 - 北野あすか（1stシーズン）、福田佳代（2ndシーズン）
- スチール - 西川直樹（1stシーズン）、得本公一（2ndシーズン）
- アクションコーディネート - FCプラン（1stシーズン）、大内貴仁（2ndシーズン）
- タイトルバック - 尾形竜太（1st・2ndシーズン）
- CG - 佐竹淳（1stシーズン）
- VFX - 小林一博・佐竹淳（2ndシーズン）
- 警察監修 - 飯田裕久（1stシーズン）、杢尾尭（2ndシーズン）
- 科学監修 - 小林良夫（1st・2ndシーズン）
- 犯罪心理監修 - 越智啓太（1st・2ndシーズン）
- 法医監修 - 高木徹也（1stシーズン）
- 協力 - ビデオスタッフ、ザ・ホライズン、バウムレーベン、ファン、バスク、株式会社三交社、パイロテック
- スケジュール - 森保伸二（1st・2ndシーズン）
- 監督補 - 田中亮（2ndシーズン）
- 演出補 - 田中亮（1stシーズン）、山本一男（2ndシーズン）
- 記録 - 荒澤志津子（1st・2ndシーズン）
- 制作担当 - 片岡智（1stシーズン）、田村豊（2ndシーズン）
- 制作主任 - 曽根晋・新井誠一（1stシーズン）、田澤俊彦・野村友紀（2ndシーズン）
- ラインプロデュース - 斉藤あや（1stシーズン）
- プロデュース - 村瀬健（1stシーズン）、保原賢一郎（2ndシーズン）、三竿玲子（1st・2ndシーズン）
- プロデュース補 - 椋尾由希子（1stシーズン）、見戸夏美（2ndシーズン）
- 制作 - フジテレビドラマ制作センター
- 制作著作 - フジテレビ

## エピソードリスト

### 1stシーズン
| 話数 | エピソードタイトル シナリオ題（ラテ欄）                                                     | 初回放送日    | 脚本     | 演出     | 視聴率 |
| --- | ------------------------------------------------------------------------------------------- | ------------- | -------- | -------- | ------ |
| CASE01 | 最強アラフォー訳あり女刑事、いわくつきチームのボスになる! 最強アラフォー女刑事、ボスになる! | 2009年4月16日 | 林宏司   | 光野道夫 | 18.1%  |
| 警視庁は警察の検挙率低下対策として警視庁捜査第一課特別犯罪対策室を設置。室長に女性キャリア・大澤絵里子が任命されるが、警察の威信を保つ為の飾りに過ぎないこの組織には、はみ出し者の刑事ばかりが配属されていた。こうして結成されたいわくつきのチームは初の事件として爆弾を使用した連続殺人事件に挑む。 |                                                                                             |               |          |          |        |
| CASE02 | 知りたい…好奇心という名の罪・アラフォー女刑事、走る! 知りたい…好奇心という罪                | 2009年4月23日 | 林宏司   | 光野道夫 | 15.1%  |
| 花形は犯罪系の掲示板サイトで「神」を名乗る者が3人の女性を殺害したという書き込みを発見する。中には一般には報道されていない事件もあったため、絵里子達は捜査を開始する。だが調べる内に3人とも他殺ではないことが明らかになり、ほどなく「神」として書き込みをしていた藤原が逮捕される。だが藤原以外の人間でサイトに魅了されてしまった何者かが、本当に「神」を名乗り、正真正銘の殺人を犯していくことになってしまう。 |                                                                                             |               |          |          |        |
| CASE03 | 女の敵は絶対に許さない!                                                                     | 2009年4月30日 | 林宏司   | 石井祐介 | 15.2%  |
| 女性雑誌「Episode」の読者モデルが相次いで暴行される2件の事件が発生。特別犯罪対策室は事件を担当することになるが、刑事が護衛に就きながら3人目の被害者が出てしまう。精神的な要因で被害者から情報を得られない中、容疑者としてモデル達行きつけのバーの店員で覚せい剤所持で逮捕歴のある三上（七枝実）の存在が浮上するが、三上は自身の犯行を告白する遺書を残して死亡していた。だが三上は他殺されたと睨む絵里子はもう一人の暴行犯がいると推理し、三上に近しい金田に疑いを向ける。 |                                                                                             |               |          |          |        |
| CASE04 | 悲しみの復讐者                                                                              | 2009年5月7日  | 林宏司   | 光野道夫 | 15.8%  |
| 大澤絵里子(天海祐希)ら「特別犯罪対策室」のメンバーは、小学生を対象にした防犯キャンペーンを任され、その一環として、防犯をテーマにした寸劇を上演する。 野立信次郎(竹野内豊)ら警察上層部も見に来る中、絵里子、木元真実(戸田恵梨香)、山村啓輔(温水洋一)は扮装して舞台に立ち、片桐琢磨(玉山鉄二)、花形一平(溝端淳平)、岩井善治(ケンドーコバヤシ)は舞台の袖から成り行きを見守っていた。 そんな中、もともと渋っていた真実がやる気を失い、舞台を降りようとする。絵里子は、子供たちが見ている前で真実を叱責するが、結局、真実は舞台を降りてしまう。 翌日、真実は対策室にメールを送り付けただけで欠勤。怒った絵里子は、真実をクビにすると言う。そんな噂は、真実の元上司で科捜研の奈良橋玲子(吉瀬美智子)の耳にも入る。 そんな折、若い男性が頭部と腹部に銃弾を撃ち込まれて死亡する事件が起こる。現場に向かった絵里子は、残った血の一部が記号のように見えることが気にかかる。翌日、再び男性の射殺事件が起こる。今回も、頭部と腹部に銃弾が撃ち込まれていた。そして、血で書かれた「4」という文字があった。 対策室に戻った絵里子は、最初の現場で見つけた血の跡も「4」であると発見。明確なメッセージを残したのは恨みによる殺人だからで、「4」とは4人を殺すことを意味している、との見解を明かす。 |                                                                                             |               |          |          |        |
| CASE05 | 対決! 悲しい復讐の果てに… 対決! 悲しい復讐の結末…                                           | 2009年5月14日 | 林宏司   | 石井祐介 | 18.0%  |
| 小学生に対する防犯を訴える寸劇をすることになった特別犯罪対策室のメンバー。だが、木元は劇の最中に舞台から降りようとし、絵里子から叱責を受け、その日から絵里子に反発するように木元は出勤拒否をしてしまう。その頃、2人の男が銃で殺害される連続殺人事件が発生、現場には血で描かれた「4」の数字が残されていた。絵里子は怨恨で犯人が4人殺害すると推理。やがて被害者がリンチ殺人を犯した少年グループの仲間だったことが判明する。一方、出勤拒否と思われた木元は連続殺人犯により命の危機に晒されていた。 |                                                                                             |               |          |          |        |
| CASE06 | 天使? 悪魔? 天才少女の罠                                                                    | 2009年5月21日 | 林宏司   | 星野和成 | 15.8%  |
| エリート校の英明女子学院の体育教師である増岡剛が自宅で撲殺される事件が発生し、特別犯罪対策室のメンバーがその捜査を担当することに。現場には周到な偽装工作が施され、犯人の痕跡が一切残っておらず、犯人の手がかりが得られずにいた。英明女子学院への聞き込みを行った絵里子はそこで秀才の女生徒・石原由貴と出会う。増岡と付き合っていたと供述し、事件当時のアリバイが無い由貴に目星を付けた絵里子は、事件のミスリードを画策する由貴との駆け引きを展開する。 |                                                                                             |               |          |          |        |
| CASE07 | 女vs女の心理戦!                                                                             | 2009年5月28日 | 西平晃太 | 成田岳   | 17.2%  |
| 野立の指示でニュース番組に出演した絵里子。そんな折、フリーカメラマンの安田（日野誠二）が自宅で溺死した事件が発生。事故死で片付けられたが、安田がゴシップ絡みの怨恨で殺されたと騒ぐマスコミ対策のため、特別犯罪対策室が再捜査をすることに。現場を目にした絵里子は完璧に状況が揃いすぎる現場に疑念を抱き、殺人の可能性を見出す。また安田の所持するポジが10年前の分が少ないことを突き止めた特別犯罪対策室のメンバーは、10年前にスクープ映像が撮影されたストーカー殺人が鍵を握っていると推理、さらに10年前の現場には仁美も居合わせていた。 |                                                                                             |               |          |          |        |
| CASE08 | 悲しき銃声…消せない過去                                                                     | 2009年6月4日  | 林宏司   | 光野道夫 | 17.1%  |
| 暴力団員が銃殺された事件が発生、同時期に特別犯罪対策室宛に左胸がインクで染まった人形が送りつけられていた。使用された凶器により3年前に事件を起こした谷本（工藤俊作）が犯人として特定されたが、谷本は絵里子達の目の前で狙撃され死亡してしまう。一方、片桐は自身に関わることを知る狙撃犯と思しき人物から、これからも人を殺していくという犯行予告を受ける。そして再び特別犯罪対策室宛に人形が送りつけられる中、犯人の予告を受けて片桐が駆けつけた現場で川野が狙撃されてしまう。片桐の様子を察した絵里子は野立の手を借り、片桐を苦しめている3年前の事件の全容を知る。 |                                                                                             |               |          |          |        |
| CASE09 | 誰にも言えない…秘密の顔                                                                     | 2009年6月11日 | 西平晃太 | 星野和成 | 16.9%  |
| トラック運転手の柏原（植松洋）が複数回にも亘ってナイフで刺され惨殺された事件が発生。その猟奇的な手口から早期解決に向け特別犯罪対策室も捜査を担当することに。犯行が衝動的に行われながらも痕跡を消そうとした冷静さがある状況から複数犯の可能性も浮上。やがて柏原が離婚した妻と息子に虐待しており、その息子も自分の子供に虐待していたことを西名が開設する“虐待SOSサイト”に相談していたことが判明する。そして第2の事件が発生、その被害者も虐待をし、虐待された息子もまた“虐待SOSサイト”に相談していた。 |                                                                                             |               |          |          |        |
| CASE10 | 容疑者はボス!? 最後の事件…最強の敵!! 容疑者はボス!? 最後の事件                              | 2009年6月18日 | 林宏司   | 石井祐介 | 17.4%  |
| LAST CASE | 衝撃の最終回拡大SP…裏切りの果て                                                             | 2009年6月25日 | 林宏司   | 光野道夫 | 20.7%  |
| 突然、謹慎処分を受けた特別犯罪対策室のメンバーは人手の少ない生活安全部の手伝いに回されていた。一方片桐は記者・鈴木から警視庁上層部に裏金汚職疑惑があることを聞きつける。そんな中、ゴミ箱を狙った連続爆破事件で使用された物証に絵里子の指紋が発見される。取調べでは黙秘を通す絵里子だが、次の事件で死者が出たことを知ると、5年前にテロ組織・「黒い月」による事件の犯人として逮捕された池上の弟・健吾による犯行の可能性があることを明かす。そして捜査を開始した対策室のメンバーは「黒い月」の残党が警視総監を狙っていると睨むが、一連の事件と裏金問題に野立が関与している疑惑が浮上する。 |                                                                                             |               |          |          |        |

- 平均視聴率 17.0%[15]（視聴率はビデオリサーチ調べ、関東地区・世帯）

### 2ndシーズン
| 話数 | エピソードタイトル     | 初回放送日    | 脚本     | 演出     | 視聴率 |
| --- | ---------------------- | ------------- | -------- | -------- | ------ |
| CASE01 | 最強女刑事が帰ってきた | 2011年4月14日 | 林宏司   | 光野道夫 | 16.3%  |
| CASE02 | 絶対に死なせない!      | 2011年4月21日 | 林宏司   | 光野道夫 | 15.5%  |
| 2年前、対策室が解決したテロ組織「黒い月」による警視総監誘拐事件後、アメリカへ発とうとした絵里子に一本の電話が入る。誘拐事件の首謀者・高倉が脱走、「黒い月」が国家公安委員長の黒原を狙撃すると犯行声明を出していたのだった。すぐに出動した絵里子と対策室のメンバーだが、木元が偽の爆弾に引っかかったとき、黒原が被弾してしまう。その責任を取って対策室は解散、木元は僻地に左遷され、絵里子はアメリカへと渡る。それから2年後、野立は帰国した絵里子とかつてのメンバーを招集して対策室を復活させる。再び集結した対策室のメンバーは心神喪失が認められて無罪になった男が殺害された事件を担当する。犯人は絵里子の名を騙ってtsubuyaiter（ツブヤイター）で犯行予告をしていた。やがて犯人の絵里子への執着が明らかに。犯人の次なる狙いは野立と対策室のメンバーだった。 |                        |               |          |          |        |
| CASE03 | 悲しき暴力の連鎖       | 2011年5月5日  | 林宏司   | 石井祐介 | 14.7%  |
| 連続殺人事件の4件目の被害者として野立を取材していた雑誌の出版社「文英館」社長・蒼井が殺害される事件が発生。犯人は1件目の犯行後にヘンリー・リー・ルーカスが所属していたという犯罪組織「死の腕」を騙って犯行声明を出していた。対策室も捜査に乗り出すが、ほどなく連続殺人事件の真犯人が逮捕される。だが絵里子は4件目の蒼井殺しのみ連続殺人事件に見せかけた別の人物による犯行だと断定、社長周辺の人間関係を洗い直す。やがて「文英館」の中から一人の容疑者が浮かび上がるが、その容疑者は自殺してしまう。 |                        |               |          |          |        |
| CASE04 | 羊たちの反撃!          | 2011年5月12日 | 林宏司   | 田中亮   | 14.2%  |
| 極度の暴飲暴食が祟って胆石で通院することになった絵里子。絵里子不在の対策室が野立の甘言で次期BOSSの座を巡って色めき立つ中、真田という男がボウガンで殺害される事件が発生。現場には半分しかない足跡が残され、しかも男の名前は偽名だった。そして同様の状況で第2の事件が立て続けに発生する。そんな折、山村があわや振り込め詐欺に引っかかりそうになったのをきっかけに、殺された2人が振り込め詐欺グループの仲間であることが判明する。やがて絵里子は振り込め詐欺グループへの憎しみに燃える犯人を突き止める。 |                        |               |          |          |        |
| CASE05 | 節約殺人レシピ         | 2011年5月19日 | 林宏司   | 光野道夫 | 15.2%  |
| 「野立会」参加者の知り合い含む3名の主婦が水曜日に失踪する事件を担当することになった対策室。捜査を進めるものの失踪した主婦達には一切の接点が見当たらなかった。しかし最初に失踪者の友人である主婦・香苗の元に聞き込みに当たった絵里子は、友人の失踪を前に落ち着いた様子の香苗に疑いの目を向ける。やがて3人の主婦達が香苗を巡って接点があることが明らかに。香苗が主婦達を殺害したと確信した絵里子は彼女を立件すべく香苗への追求を開始する。 |                        |               |          |          |        |
| CASE06 | 消えた銀行強盗         | 2011年5月26日 | 徳永友一 | 石井祐介 | 14.5%  |
| 銀行強盗が襲撃先の銀行に篭城する事件が起き、偶然銀行にいた田所も人質となって巻き込まれてしまう。対策室も現場に急行し、絵里子は野立の指示で狼たちの午後にちなんで「ソニー」と名乗る犯人との交渉を担当する。絵里子の交渉でソニーに「サル」と呼ばれる相棒がいることが分かり、その犯人は9億6千万の身代金と逃走手段を要求する。交渉の最中、人質に食事を運ぶ山村を介して盗聴器を仕掛ける作戦に出るが、犯人に見破られ、絵里子は自ら人質になることを志願する。しかしその時、銀行内で3発の銃声が鳴り響き、大勢の人質が解放されるが、銀行内にいるはずの犯人は忽然と消え、そこでは一人の人質が殺害されていた。 |                        |               |          |          |        |
| CASE07 | かなりヤバい事件       | 2011年6月2日  | 林宏司   | 田中亮   | 14.9%  |
| 都民に向けた警視庁の見学イベントが開かれ、対策室もその手伝いに借り出される。そんな中、一人の男が取調室に立てこもり、絵里子ら対策室に12時までに自分が誰かを思い出すよう要求してくる。その男はバス停に仕掛けた爆弾を爆発させ、爆弾を仕掛けた場所を「宿題」として対策室宛のメールで提示する。対策室は添付された画像をヒントに爆弾探しに奔走するが、その宿題の答えとして示される場所は対策室のメンバーと関わりのあるものばかりだった。やがて一連の事件の発端が対策室設立のきっかけにあることが判明する。 |                        |               |          |          |        |
| CASE08 | 美しすぎる死体…        | 2011年6月9日  | 徳永友一 | 光野道夫 | 15.2%  |
| 野立の仲介で鑑識課のイケメン検視官・石川とお見合いした絵里子。お見合いの結果も良好で絵里子も浮足立つ一方、花びらを撒かれ、腕を縛られた女性の死体が発見される。犯行の手口から5年前に女性を次々と殺害し、世間を震撼させた連続猟奇殺人犯「エンジェルキラー」の存在が浮かび上がる。対策室も石川と共に事件の捜査に当たるが、ほどなく第2の犯行が行われてしまう。そして現場から得た情報を元に解剖医の吉野に疑惑の目が向けられる。 |                        |               |          |          |        |
| CASE09 | 最強の殺人者現る       | 2011年6月16日 | 徳永友一 | 田中亮   | 15.6%  |
| ある一組の夫婦が殺害される事件が発生。絵里子は使用されたナイフの一撃で殺害した手口からプロによる犯行だと推理、現場には凶器のナイフの刺さったトランプが残されていた。ほどなく夫婦の5歳の娘・愛美が発見され、対策室で彼女の身辺を保護することになる。使用されたナイフが外国製の物であったことから、傭兵経験のある入国者にも捜査の手を広げ、真崎という男が捜査線上に挙がる。しかし真崎は対策室らの目を掻い潜り、ある目的を果たそうと犯行を重ねていく。 |                        |               |          |          |        |
| CASE10 | 動き出す陰謀…          | 2011年6月23日 | 林宏司   | 石井祐介 | 13.9%  |
| 世界環境サミットでの首相警護に携わることになった対策室。その対策室には絵里子からの密命で2年前の黒原国家公安委員長狙撃事件を独自に捜査していた木元が復帰していた。そんな折、対策室は2件の商社の各部長が爆死している事件を担当する。絵里子は被害者の勤務先が「黒い月」に狙われていたことから2年前の狙撃事件との関連を疑う。木元が掴んだ情報では2年前の事件は「黒い月」とは別の組織による犯行の可能性が孕み、さらに別件の殺人事件に高倉の影が見え隠れしていた。対策室は高倉による犯行も含めて事件を捜査するが、そのうちに恋人である楓の父親・俊夫の関わりが徐々に浮かび上がり片桐は苦悩する。しかし、一方で狙撃事件に関わる大きな思惑も動き出していた。 |                        |               |          |          |        |
| LAST CASE | ゆずれない正義         | 2011年6月30日 | 林宏司   | 光野道夫 | 15.5%  |
| 世界環境サミットを前に突如いわれの無い罪で逮捕されてしまった絵里子ら対策室のメンバー。さらに野立も木元が入手した国家公安委員長狙撃事件の機密文書が記されたディスクを押収され、花形も田所に撃たれてしまう。ほどなく釈放された対策室のメンバーは、木元がディスクのコピーから解析した情報から、黒原狙撃事件が日本版CIA設立を目論む警視庁内で大きな力を持つ組織による犯行であり、田所も属するその組織を率いる中心人物が森岡であることを掴む。森岡達の狙いがサミットに出席する首相殺害だと睨んだ対策室は、組織の目を掻い潜ってサミット内に潜り込み、計画阻止に動きつつも森岡を追跡する。やがて2年前の狙撃事件も絡む森岡達組織による事件の全ての真相が明かされる。                                                                                                |                        |               |          |          |        |

- 平均視聴率 15.1%（視聴率はビデオリサーチ調べ、関東地区・世帯）
- 2011年04月28日は、世界フィギュアスケート選手権放送のため休止。番組終了後、冒頭で主演の天海が番組休止のお詫びの後に来週の予告を放送した。
- 2ndシーズンの視聴率は木曜劇場としては『任侠ヘルパー』以来、2年ぶりに平均視聴率で15%を上回った。

## 受賞歴
- 『1stシーズン』
  - 2009年日本民間放送連盟賞 テレビドラマ種目 優秀賞[17]
  - 第61回ザテレビジョンドラマアカデミー賞
    - 最優秀作品賞
    - 主演女優賞（天海祐希）
    - 助演男優賞（竹野内豊）
    - 監督賞（光野道夫、石井祐介、星野和成、成田岳）[18]

  - 東京ドラマアウォード2009
    - 主演女優賞（天海祐希）[19]

## 関連商品

### DVD
- 「BOSS DVD-BOX」2009年10月21日発売（PCBC-61631：ポニーキャニオン）
  - DVD版では本編で使用されている音楽が一部変更となっている。
- 「BOSS 2nd SEASON DVD-BOX」2011年10月19日発売
- 「BOSS 2nd SEASON Blu-ray BOX」2011年11月16日発売
- 「BOSS 1st SEASON Blu-ray BOX」2011年11月16日発売

### サウンドトラック
- 「BOSS オリジナル・サウンドトラック」2009年6月3日発売

| 収録曲（タイトル）／作曲など | 収録曲（タイトル）／作曲など | 収録曲（タイトル）／作曲など           |
| ---------------------------- | ---------------------------- | -------------------------------------- |
| M-01                         | BaNG!!                       | 作曲・編曲:澤野弘之                    |
| M-02                         | 80$$                         | 作曲・編曲:澤野弘之                    |
| M-03                         | Surprise Attacker            | 作曲・編曲:和田貴史                    |
| M-04                         | Pleasantly                   | 作曲・編曲:林ゆうき                    |
| M-05                         | New Type，New Faces          | 作曲・編曲:和田貴史                    |
| M-06                         | ASAP                         | 作曲・編曲:林ゆうき                    |
| M-07                         | Secret of Criminal           | 作曲・編曲:和田貴史                    |
| M-08                         | Insanity                     | 作曲・編曲:林ゆうき                    |
| M-09                         | Blue Carpet Melody           | 作曲・編曲:和田貴史                    |
| M-10                         | Licht                        | 作曲・編曲:澤野弘之                    |
| M-11                         | GtPfEp                       | 作曲・編曲:澤野弘之                    |
| M-12                         | investigation                | 作曲・編曲:林ゆうき                    |
| M-13                         | Perfect Work                 | 作曲・編曲:和田貴史                    |
| M-14                         | Wind Chant                   | 作曲・編曲:林ゆうき                    |
| M-15                         | The Murder                   | 作曲・編曲:和田貴史                    |
| M-16                         | Rise                         | 作曲・編曲:林ゆうき                    |
| M-17                         | Reality or Magic             | 作曲・編曲:和田貴史                    |
| M-18                         | Heresy                       | 作曲・編曲:林ゆうき                    |
| M-19                         | Fire the Hidden Talent!      | 作曲・編曲:和田貴史                    |
| M-20                         | Moon Bow                     | 作曲・編曲:林ゆうき                    |
| M-21                         | violet tone                  | 作曲・編曲:澤野弘之                    |
| M-22                         | Secret Weakness              | 作詞:mpi，Rie/作曲:澤野弘之/Vocal:KAKA |

### 書籍
- 「BOSS 1st SEASONノベライズ」2011年6月3日発売
- 「BOSS 2nd SEASONノベライズ」2011年6月29日発売[注 14]